# Torneo Provincial de Fútbol (La Pampa) 2024
El Torneo Provincial de Fútbol de La Pampa 2024, será un torneo oficial de fútbol de La Pampa, organizado por un ente mixto y tripartito, denominado Ente Provincial de Fútbol, integrado por representantes de las Ligas Pampena y Cultural, y de la Subsecretaría de Deportes, Recreación y Turismo Social, dependiente del Ministerio de Desarrollo Social, del Gobierno de La Pampa.

Será la XXVII edición del torneo. Del certamen participarán dieciséis clubes, ocho por cada una de las ligas organizadoras, y su comienzo se pautó para el 25 de agosto de 2024.

## Clubes participantes
Los clubes intervinientes, al igual que en la edición 2023, serán dieciséis (16).
Cada liga contará ocho (8) cupos;
El cuadro de clubes participantes quedó determinado de la siguiente manera:
| Club                              | Ciudad            | Part | Tít | Liga     | Condición                 | Estadio                    |
| --------------------------------- | ----------------- | ---- | --- | -------- | ------------------------- | -------------------------- |
| Club Atlético All Boys            | Santa Rosa        | 25   | 3   | Cultural | Campeón Cultural          | Dr. Ramón Turnes           |
| Club Atlético Pampero             | Guatraché         | 7    |     | Cultural | Subcampeón Cultural       | Manuel Augusto Nieto       |
| Club Atlético Santa Rosa          | Santa Rosa        | 10   |     | Cultural | Subcampeón Norte Cultural | Mateo Calderón             |
| Club Darregueira                  | Darregueira       |      |     | Cultural | Subcampeón Sur Cultural   | Teodoro Torre              |
| Club Atlético Macachín            | Macachín          |      |     | Cultural | Repechaje Cultural        | José Lizasuain             |
| Club Unión Deportiva Campos       | General Acha      |      |     | Cultural | Repechaje Cultural        | Sin nombre                 |
| Club Social y Deportivo Winifreda | Winifreda         | 6    |     | Cultural | Repechaje Cultural        | Dr. Miguel Eloy Baldovino  |
| Club General Belgrano             | Santa Rosa        |      |     | Cultural | Repechaje Cultural        | Nuevo Rancho Grande        |
| Club Atlético Costa Brava         | General Pico      | 19   | 3   | Pampeana | Campeón Pampeana          | Nuevo Pacaembú             |
| Asociación Civil Racing Club      | Eduardo Castex    | 16   | 3   | Pampeana | Subcampeón Pampeana       | Héctor Nervi               |
| Alvear Foot-Ball Club             | Intendente Alvear | 20   | 3   | Pampeana | Tercero Pampeana          | De la Avenida              |
| Club Atlético Ferro Carril Oeste  | General Pico      | 15   | 4   | Pampeana | Cuarto Pampeana           | Parque de la Tradición     |
| Club Sportivo Independiente       | General Pico      |      |     | Pampeana | Quinto Pampeana           | Roberto Petit de Meurville |
| Club All Boys                     | Trenel            | 4    |     | Pampeana | Sexto Pampeana            | José Gago                  |
| Club Juventud Regional            | Miguel Cané       | 1    |     | Pampeana | Séptimo Pampeana          | Fortunato Echeverría       |
| Club Atlético Ferro Carril Oeste  | Realicó           |      |     | Pampeana | Octavo Pampeana           | Cincuentenario             |

### Conformación de los grupos
| Grupo A | Grupo B | Grupo C | Grupo D |

## Desarrollo del certamen
El torneo se llevará a cabo por un sistema mixto de competencia, en dos etapas: Una primera etapa bajo el sistema de liga; y una segunda etapa, de eliminación directa por el sistema de playoff o copa.

### Primera etapa
Durante la primera etapa, como quedó dicho, los equipos conformarán cuatro grupos, de cuatro equipos, en los que se enfrentarán (dentro del grupo) todos contra todos, a dos ruedas, con partidos de ida y vuelta en cada una se las sedes, totalizando cada conjunto 6 partidos. Al cabo de los cuales, clasificarán a la etapa eliminatoria de playoff, el primer y segundo equipo de cada división.

#### Grupo A

##### Resultados
| Día     | Árbitro | Local   | G       | Goleadores | Visitante | G       | Goleadores |
| Fecha 1 | Fecha 1 | Fecha 1 | Fecha 1 | Fecha 1    | Fecha 1   | Fecha 1 | Fecha 1    |
| ------- | ------- | ------- | ------- | ---------- | --------- | ------- | ---------- |
|         |         |         |         |            |           |         |            |
|         |         |         |         |            |           |         |            |
| Fecha 2 |         |         |         |            |           |         |            |
|         |         |         |         |            |           |         |            |
|         |         |         |         |            |           |         |            |
| Fecha 3 |         |         |         |            |           |         |            |
|         |         |         |         |            |           |         |            |
|         |         |         |         |            |           |         |            |
| Fecha 4 |         |         |         |            |           |         |            |
|         |         |         |         |            |           |         |            |
|         |         |         |         |            |           |         |            |
| Fecha 5 |         |         |         |            |           |         |            |
|         |         |         |         |            |           |         |            |
|         |         |         |         |            |           |         |            |
| Fecha 6 |         |         |         |            |           |         |            |
|         |         |         |         |            |           |         |            |
|         |         |         |         |            |           |         |            |

##### Posiciones y Goleadores
| Tabla Posiciones Grupo A |        |   |   |   |   |    |    |     |     |
| Pos                      | Equipo | J | G | E | P | GF | GC | Dif | Pts |
| 1                        |        |   |   |   |   |    |    |     |     |
| 2                        |        |   |   |   |   |    |    |     |     |
| 3                        |        |   |   |   |   |    |    |     |     |
| 4                        |        |   |   |   |   |    |    |     |     |

| (Cla) | Clasificados a Playoff. |

| Goleadores | Goleadores | Goleadores | Goleadores |
| Jugador    | Equipo     | G          |            |
| ---------- | ---------- | ---------- | ---------- |
|            |            |            |            |
|            |            |            |            |

#### Grupo B

##### Resultados
| Día     | Árbitro | Local   | G       | Goleadores | Visitante | G       | Goleadores |
| Fecha 1 | Fecha 1 | Fecha 1 | Fecha 1 | Fecha 1    | Fecha 1   | Fecha 1 | Fecha 1    |
| ------- | ------- | ------- | ------- | ---------- | --------- | ------- | ---------- |
|         |         |         |         |            |           |         |            |
|         |         |         |         |            |           |         |            |
| Fecha 2 |         |         |         |            |           |         |            |
|         |         |         |         |            |           |         |            |
|         |         |         |         |            |           |         |            |
| Fecha 3 |         |         |         |            |           |         |            |
|         |         |         |         |            |           |         |            |
|         |         |         |         |            |           |         |            |
| Fecha 4 |         |         |         |            |           |         |            |
|         |         |         |         |            |           |         |            |
|         |         |         |         |            |           |         |            |
| Fecha 5 |         |         |         |            |           |         |            |
|         |         |         |         |            |           |         |            |
|         |         |         |         |            |           |         |            |
| Fecha 6 |         |         |         |            |           |         |            |
|         |         |         |         |            |           |         |            |
|         |         |         |         |            |           |         |            |

##### Posiciones y Goleadores
| Tabla Posiciones Grupo A |        |   |   |   |   |    |    |     |     |
| Pos                      | Equipo | J | G | E | P | GF | GC | Dif | Pts |
| 1                        |        |   |   |   |   |    |    |     |     |
| 2                        |        |   |   |   |   |    |    |     |     |
| 3                        |        |   |   |   |   |    |    |     |     |
| 4                        |        |   |   |   |   |    |    |     |     |

| (Cla) | Clasificados a Playoff. |

| Goleadores | Goleadores | Goleadores | Goleadores |
| Jugador    | Equipo     | G          |            |
| ---------- | ---------- | ---------- | ---------- |
|            |            |            |            |
|            |            |            |            |

#### Grupo C

##### Resultados
| Día     | Árbitro | Local   | G       | Goleadores | Visitante | G       | Goleadores |
| Fecha 1 | Fecha 1 | Fecha 1 | Fecha 1 | Fecha 1    | Fecha 1   | Fecha 1 | Fecha 1    |
| ------- | ------- | ------- | ------- | ---------- | --------- | ------- | ---------- |
|         |         |         |         |            |           |         |            |
|         |         |         |         |            |           |         |            |
| Fecha 2 |         |         |         |            |           |         |            |
|         |         |         |         |            |           |         |            |
|         |         |         |         |            |           |         |            |
| Fecha 3 |         |         |         |            |           |         |            |
|         |         |         |         |            |           |         |            |
|         |         |         |         |            |           |         |            |
| Fecha 4 |         |         |         |            |           |         |            |
|         |         |         |         |            |           |         |            |
|         |         |         |         |            |           |         |            |
| Fecha 5 |         |         |         |            |           |         |            |
|         |         |         |         |            |           |         |            |
|         |         |         |         |            |           |         |            |
| Fecha 6 |         |         |         |            |           |         |            |
|         |         |         |         |            |           |         |            |
|         |         |         |         |            |           |         |            |

##### Posiciones y Goleadores
| Tabla Posiciones Grupo A |        |   |   |   |   |    |    |     |     |
| Pos                      | Equipo | J | G | E | P | GF | GC | Dif | Pts |
| 1                        |        |   |   |   |   |    |    |     |     |
| 2                        |        |   |   |   |   |    |    |     |     |
| 3                        |        |   |   |   |   |    |    |     |     |
| 4                        |        |   |   |   |   |    |    |     |     |

| (Cla) | Clasificados a Playoff. |

| Goleadores | Goleadores | Goleadores | Goleadores |
| Jugador    | Equipo     | G          |            |
| ---------- | ---------- | ---------- | ---------- |
|            |            |            |            |
|            |            |            |            |

#### Grupo D

##### Resultados
| Día     | Árbitro | Local   | G       | Goleadores | Visitante | G       | Goleadores |
| Fecha 1 | Fecha 1 | Fecha 1 | Fecha 1 | Fecha 1    | Fecha 1   | Fecha 1 | Fecha 1    |
| ------- | ------- | ------- | ------- | ---------- | --------- | ------- | ---------- |
|         |         |         |         |            |           |         |            |
|         |         |         |         |            |           |         |            |
|         |         |         |         |            |           |         |            |
|         |         |         |         |            |           |         |            |
|         |         |         |         |            |           |         |            |
|         |         |         |         |            |           |         |            |
|         |         |         |         |            |           |         |            |
|         |         |         |         |            |           |         |            |
|         |         |         |         |            |           |         |            |
|         |         |         |         |            |           |         |            |
|         |         |         |         |            |           |         |            |
|         |         |         |         |            |           |         |            |
|         |         |         |         |            |           |         |            |
|         |         |         |         |            |           |         |            |
|         |         |         |         |            |           |         |            |
|         |         |         |         |            |           |         |            |
|         |         |         |         |            |           |         |            |

#### Grupo D

##### Resultados
| Día     | Árbitro | Local   | G       | Goleadores | Visitante | G       | Goleadores |
| Fecha 1 | Fecha 1 | Fecha 1 | Fecha 1 | Fecha 1    | Fecha 1   | Fecha 1 | Fecha 1    |
| ------- | ------- | ------- | ------- | ---------- | --------- | ------- | ---------- |
|         |         |         |         |            |           |         |            |
|         |         |         |         |            |           |         |            |
| Fecha 2 |         |         |         |            |           |         |            |
|         |         |         |         |            |           |         |            |
|         |         |         |         |            |           |         |            |
| Fecha 3 |         |         |         |            |           |         |            |
|         |         |         |         |            |           |         |            |
|         |         |         |         |            |           |         |            |
| Fecha 4 |         |         |         |            |           |         |            |
|         |         |         |         |            |           |         |            |
|         |         |         |         |            |           |         |            |
| Fecha 5 |         |         |         |            |           |         |            |
|         |         |         |         |            |           |         |            |
|         |         |         |         |            |           |         |            |
| Fecha 6 |         |         |         |            |           |         |            |
|         |         |         |         |            |           |         |            |
|         |         |         |         |            |           |         |            |

##### Posiciones y Goleadores
| Tabla Posiciones Grupo A |        |   |   |   |   |    |    |     |     |
| Pos                      | Equipo | J | G | E | P | GF | GC | Dif | Pts |
| 1                        |        |   |   |   |   |    |    |     |     |
| 2                        |        |   |   |   |   |    |    |     |     |
| 3                        |        |   |   |   |   |    |    |     |     |
| 4                        |        |   |   |   |   |    |    |     |     |

| (Cla) | Clasificados a Playoff. |

| Goleadores | Goleadores | Goleadores | Goleadores |
| Jugador    | Equipo     | G          |            |
| ---------- | ---------- | ---------- | ---------- |
|            |            |            |            |
|            |            |            |            |

### Segunda Etapa
Los ocho clasificados toman las posiciones 1 a 8, de acuerdo al puesto y a los puntos con los que clasificaron en su grupo de origen.
Los cuatro ganadores de sus grupos, de acuerdo a los puntos obtenidos en la etapa clasificatoria, lograron las posiciones 1 a 4, quedándose con el 1 el equipo que más puntos cosechó y así sucesivamente. En tanto que los cuatro segundos, obtuvieron los puestos 5 a 8, de acuerdo al mismo sistema. 

### Tabla de Clasificados
| Tabla de Primeros | Tabla de Primeros | Tabla de Primeros | Tabla de Primeros |
| Pos               | Condición         | Equipo            | Pts               |
| ----------------- | ----------------- | ----------------- | ----------------- |
| 1°                | Mejor Primero     |                   |                   |
| 2°                | Segundo Primero   |                   |                   |
| 3°                | Tercer Primero    |                   |                   |
| 4°                | Peor Primero      |                   |                   |

| Tabla de Segundos | Tabla de Segundos | Tabla de Segundos | Tabla de Segundos |
| Pos               | Condición         | Equipo            | Pts               |
| ----------------- | ----------------- | ----------------- | ----------------- |
| 5°                | Mejor Segundo     |                   |                   |
| 6°                | Segundo Segundo   |                   |                   |
| 7°                | Tercer Segundo    |                   |                   |
| 8°                | Peor Segundo      |                   |                   |

#### Cuartos de final

##### Ida
| Cuartos de final Ida | Cuartos de final Ida | Cuartos de final Ida | Cuartos de final Ida | Cuartos de final Ida | Cuartos de final Ida | Cuartos de final Ida | Cuartos de final Ida |
| Día                  | Árbitro              | Local                | G                    | Goleadores           | Visitante            | G                    | Goleadores           |
| -------------------- | -------------------- | -------------------- | -------------------- | -------------------- | -------------------- | -------------------- | -------------------- |
|                      |                      |                      |                      |                      |                      |                      |                      |
|                      |                      |                      |                      |                      |                      |                      |                      |
|                      |                      |                      |                      |                      |                      |                      |                      |
|                      |                      |                      |                      |                      |                      |                      |                      |

##### Vuelta
| Cuartos de final Vuelta | Cuartos de final Vuelta | Cuartos de final Vuelta | Cuartos de final Vuelta | Cuartos de final Vuelta | Cuartos de final Vuelta | Cuartos de final Vuelta | Cuartos de final Vuelta |
| Día                     | Árbitro                 | Local                   | G                       | Goleadores              | Visitante               | G                       | Goleadores              |
| ----------------------- | ----------------------- | ----------------------- | ----------------------- | ----------------------- | ----------------------- | ----------------------- | ----------------------- |
|                         |                         |                         |                         |                         |                         |                         |                         |
|                         |                         |                         |                         |                         |                         |                         |                         |
|                         |                         |                         |                         |                         |                         |                         |                         |
|                         |                         |                         |                         |                         |                         |                         |                         |

#### Semifinales

##### Ida
| Semifinales Ida | Semifinales Ida | Semifinales Ida | Semifinales Ida | Semifinales Ida | Semifinales Ida | Semifinales Ida | Semifinales Ida |
| Día             | Árbitro         | Local           | G               | Goleadores      | Visitante       | G               | Goleadores      |
| --------------- | --------------- | --------------- | --------------- | --------------- | --------------- | --------------- | --------------- |
|                 |                 |                 |                 |                 |                 |                 |                 |
|                 |                 |                 |                 |                 |                 |                 |                 |

##### Vuelta
| Semifinales Vuelta | Semifinales Vuelta | Semifinales Vuelta | Semifinales Vuelta | Semifinales Vuelta | Semifinales Vuelta | Semifinales Vuelta | Semifinales Vuelta |
| Día                | Árbitro            | Local              | G                  | Goleadores         | Visitante          | G                  | Goleadores         |
| ------------------ | ------------------ | ------------------ | ------------------ | ------------------ | ------------------ | ------------------ | ------------------ |
|                    |                    |                    |                    |                    |                    |                    |                    |
|                    |                    |                    |                    |                    |                    |                    |                    |

#### Final

##### Ida
| Final Ida | Final Ida | Final Ida | Final Ida | Final Ida  | Final Ida | Final Ida | Final Ida  |
| Día       | Árbitro   | Local     | G         | Goleadores | Visitante | G         | Goleadores |
| --------- | --------- | --------- | --------- | ---------- | --------- | --------- | ---------- |
|           |           |           |           |            |           |           |            |

##### Vuelta
| Final Vuelta | Final Vuelta | Final Vuelta | Final Vuelta | Final Vuelta | Final Vuelta | Final Vuelta | Final Vuelta |
| Día          | Árbitro      | Local        | G            | Goleadores   | Visitante    | G            | Goleadores   |
| ------------ | ------------ | ------------ | ------------ | ------------ | ------------ | ------------ | ------------ |
|              |              |              |              |              |              |              |              |

### Cuadro Final
|  | Cuartos de final | Cuartos de final | Cuartos de final | Cuartos de final | Cuartos de final |  |  | Semifinales | Semifinales | Semifinales | Semifinales | Semifinales |  |  | Final | Final | Final | Final | Final |  |
|  |                  |                  |                  |                  |                  |  |  |             |             |             |             |             |  |  |       |       |       |       |       |  |
|  |                  |                  |                  |                  |                  |  |  |             |             |             |             |             |  |  |       |       |       |       |       |  |
|  | 1                |                  |                  |                  |                  |  |  |             |             |             |             |             |  |  |       |       |       |       |       |  |
|  |                  |                  |                  |                  |                  |  |  |             |             |             |             |             |  |  |       |       |       |       |       |  |
|  | 8                |                  |                  |                  |                  |  |  |             |             |             |             |             |  |  |       |       |       |       |       |  |
|  |                  | 1                |                  |                  |                  |  |  |             |             |             |             |             |  |  |       |       |       |       |       |  |
|  |                  |                  |                  |                  |                  |  |  |             |             |             |             |             |  |  |       |       |       |       |       |  |
|  |                  |                  | 4                |                  |                  |  |  |             |             |             |             |             |  |  |       |       |       |       |       |  |
|  | 4                |                  |                  |                  |                  |  |  |             |             |             |             |             |  |  |       |       |       |       |       |  |
|  |                  |                  |                  |                  |                  |  |  |             |             |             |             |             |  |  |       |       |       |       |       |  |
|  | 5                |                  |                  |                  |                  |  |  |             |             |             |             |             |  |  |       |       |       |       |       |  |
|  |                  |                  |                  |                  |                  |  |  |             | 1           |             |             |             |  |  |       |       |       |       |       |  |
|  |                  |                  |                  |                  |                  |  |  |             |             |             |             |             |  |  |       |       |       |       |       |  |
|  |                  |                  | 2                |                  |                  |  |  |             |             |             |             |             |  |  |       |       |       |       |       |  |
|  | 2                |                  |                  |                  |                  |  |  |             |             |             |             |             |  |  |       |       |       |       |       |  |
|  |                  |                  |                  |                  |                  |  |  |             |             |             |             |             |  |  |       |       |       |       |       |  |
|  | 7                |                  |                  |                  |                  |  |  |             |             |             |             |             |  |  |       |       |       |       |       |  |
|  |                  | 2                |                  |                  |                  |  |  |             |             |             |             |             |  |  |       |       |       |       |       |  |
|  |                  |                  |                  |                  |                  |  |  |             |             |             |             |             |  |  |       |       |       |       |       |  |
|  |                  |                  | 3                |                  |                  |  |  |             |             |             |             |             |  |  |       |       |       |       |       |  |
|  | 3                |                  |                  |                  |                  |  |  |             |             |             |             |             |  |  |       |       |       |       |       |  |
|  |                  |                  |                  |                  |                  |  |  |             |             |             |             |             |  |  |       |       |       |       |       |  |
|  | 6                |                  |                  |                  |                  |  |  |             |             |             |             |             |  |  |       |       |       |       |       |  |
|  |                  |                  |                  |                  |                  |  |  |             |             |             |             |             |  |  |       |       |       |       |       |  |
|  |                  |                  |                  |                  |                  |  |  |             |             |             |             |             |  |  |       |       |       |       |       |  |

Nota: Los equipos mencionados en la línea superior, definen cada serie de local.

A definir
(A definir)
Campeón
-° Campeonato